# Ślemień

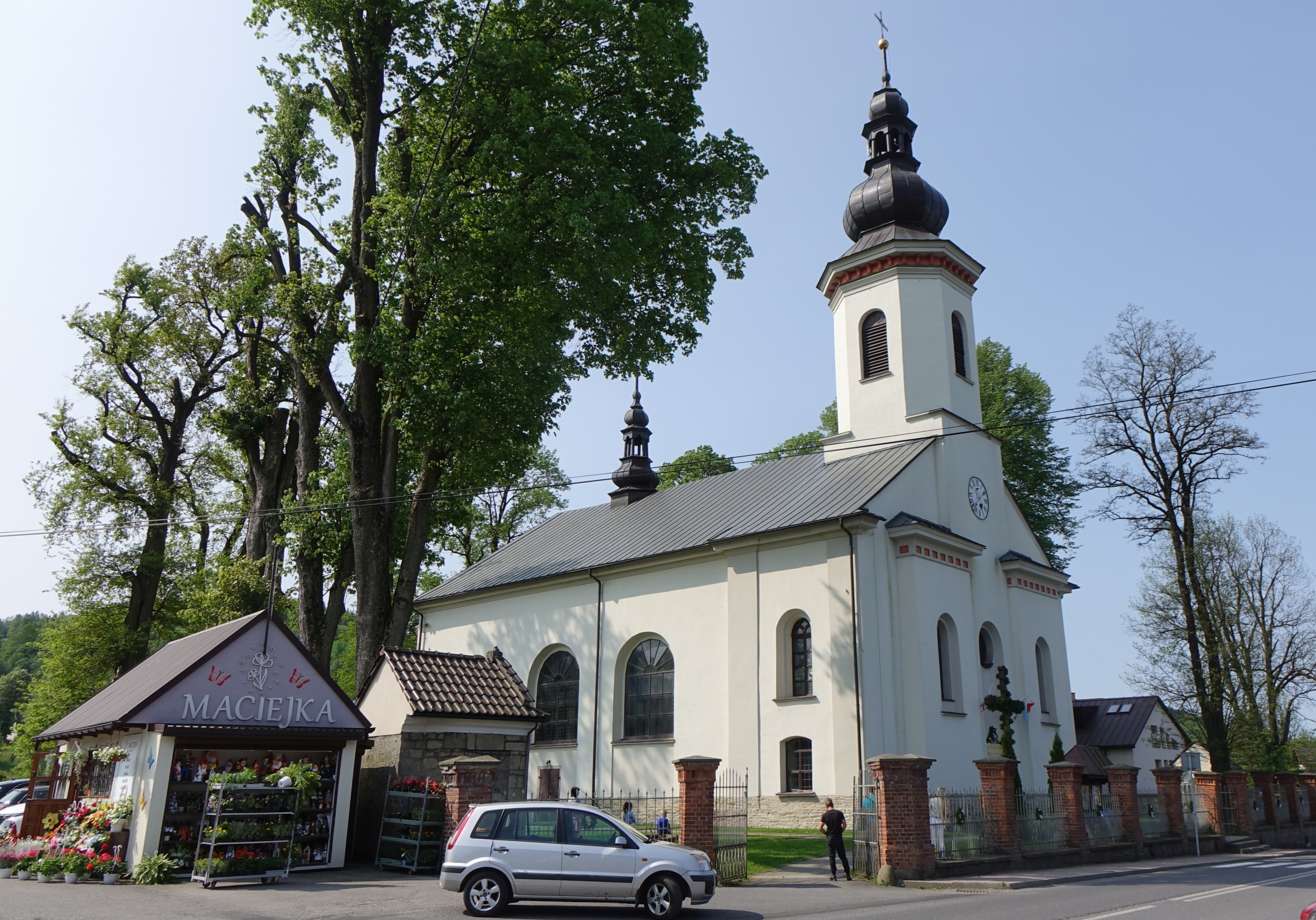
Kościół

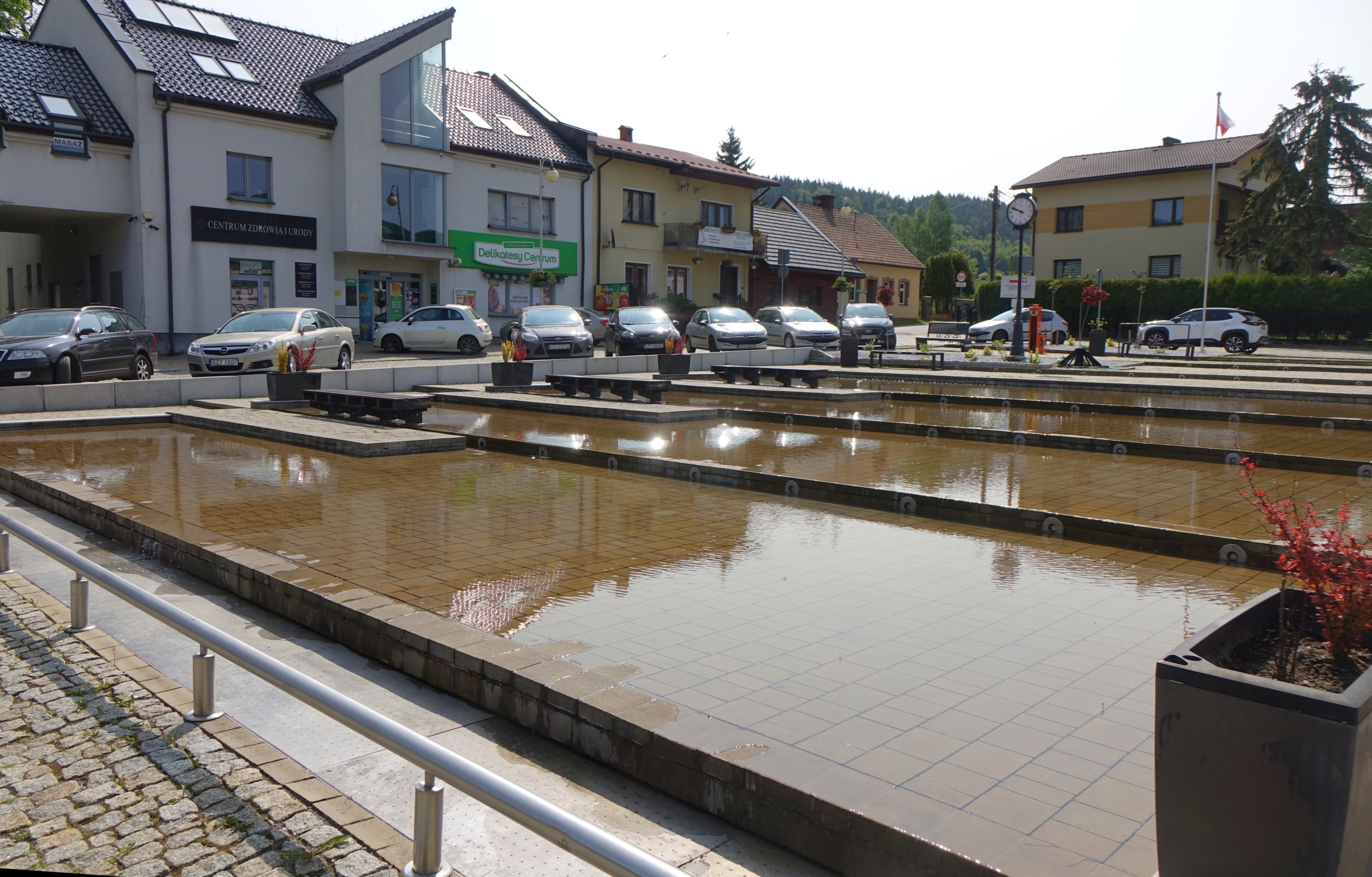
Rynek

Ślemień – wieś w Polsce położona w województwie śląskim, w powiecie żywieckim, w gminie Ślemień.
Miejscowość jest siedzibą gminy Ślemień. W latach 1975–1998 administracyjnie należała do województwa bielskiego.

## Położenie
Ślemień znajduje się na pograniczu dwóch regionów geograficznych: Beskidu Małego (Beskid Andrychowski) i Beskidu Makowskiego (Pasmo Pewelskie), a granicę między tym regionami tworzy w Ślemieniu Łękawka. W kierunku północnym, w krajobrazie wyróżnia się szczyt Madohory (929 m). Sam szczyt i część stoków Madohory tworzą rezerwat przyrody Madohora. Pomnikami przyrody są Jaskinie w Czarnych Działach.
Ślemień położony jest w Małopolsce, a dokładniej na Żywiecczyźnie, która jest jednym z małopolskich regionów kulturowych.

## Integralne części wsi
przysiółkiCzeretnik, Groń
części wsiBłachutówka, Bosie, Gajówka, Golcówka, Jasna Górka, Kapalówka, Kijasówka, Knapówka, Kocurówka, Koło Starej Szkoły, Między Chałupkami, Młyńska, Ormańcy, Pietyrówka, Podbór, Pod Jasną Górką, Pyclikówka, Szkolarówka, Wiewióry, Zakocierz, Za Stawy.

## Historia
Miejscowość powstała w XV wieku, od 1608 centrum klucza dóbr zwanego państwem ślemieńskim.
W 1639 starosta średzki Piotr Samuel Grudziński wzniósł w Ślemieniu obronny zamek, o którym pisano, że był „z wieżami ozdobnie zbudowany”. Zamek został zburzony w 1719 i w 1720 zastąpiony pałacem rodziny Wielopolskich, z którego do dzisiaj zachowały się jedynie fragmenty piwnic.
W XVIII w. hrabia Hieronim Wielopolski uruchomił w Ślemieniu hutę żelaza. Wielki piec wzniesiono w centrum miejscowości, w pobliżu pałacu i kościoła. Obok niego powstał także zakład fryszerski, w którym „świeżono” wytopione żelazo, tracz (czyli piła) oraz warzelnia soli. W hucie do produkcji żelaza wykorzystywano ubogie rudy darniowe, eksploatowane w okolicy. Wytapiano z nich żelazo przy użyciu węgla drzewnego. W 1780 roku wielki piec wraz z sąsiednimi urządzeniami spłonął i nie został już odbudowany.
Po I rozbiorze Polski Ślemień znalazł się pod zaborem austriackim. W latach 1775–1782 należał do dystryktu Zator, zaś po reorganizacjo administracji na terenach austriackiej Galicji od 1782 do 1819 r. do cyrkułu myślenickiego.
W 1786 r. notował Ewaryst Andrzej, hr. Kuropatnicki w swym „Opisaniu królestw Galicyi i Lodomeryi”: Szlemień. Wieś i dziedzictwo. Włość rozległa, z pałacem mieszkalnym, ogrodami i we wszystkie gospodarskie budynki, browary i porządne i ozdobne. Niegdyś Hieronima hrabi Wielopolskiego, koniuszego W. koronnego w Polsce, i jenerała starosty krakowskiego, jenerała szefa i orderów polskich kawalera. Poza browarem gałąź przetwórstwa rolno-spożywczego reprezentowała wówczas gorzelnia, jako jedna z pierwszych wykorzystująca do produkcji spirytusu ziemniaki, ...jak nazywają: jabłka i gruszki ziemne, z których w samej gorzelni Szlemieńskiej więcej jak 5 tysięcy korcy idzie na wódkę.
W latach 1819–1860 Ślemień należał do cyrkułu wadowickiego, natomiast później do wielkiego cyrkułu krakowskiego, zniesionego ostatecznie w 1865 r. po nadaniu Galicji autonomii. Równocześnie od roku 1854 funkcjonował mały powiat Bezirk Ślemień, zniesiony podczas kolejnej reformy administracyjnej w 1867 r., kiedy tereny te włączono do powiatu żywieckiego.
W latach 1975–1998 miejscowość administracyjnie należała do województwa bielskiego.

## Atrakcje turystyczne
W Ślemieniu znajduje się Sanktuarium na Jasnej Górce. Podobno w XVII wieku stał tutaj zamek, później pałac, ale do dzisiaj zachowały się jedynie fragmenty jego piwnic. Nadal istnieje jednak dawny park dworski z pomnikowymi okazami drzew, m.in. prawie czterechsetletni dąb. Ślemień posiada rynek z fontanną. Na ul. Łącznej znajduje się Żywiecki Park Etnograficzny – skansen odzwierciedlający układ urbanistyczny i zabudowę dawnej wsi beskidzkiej. Obecnie, na obszarze ponad 6 ha znajduje się 17 zabytkowych obiektów architektury, planowana jest jednak dalsza rozbudowa. Wszystkie, pochodzące z różnych okresów budynki, są autentyczne. Ponadto znajdują się tu kościół Narodzenia Św. Jana Chrzciciela i ruiny najstarszego w Beskidach pieca hutniczego do wytopu żelaza.